# International Portable Equipment Identity

L'International Portable Equipment Identity (IPEI, littéralement « identité internationale d'équipement portable ») est un numéro qui permet d'identifier de manière unique chacun des terminaux de téléphonie sans-fil (de type DECT notamment).